# Elba (Alabama)
Elba es una ciudad ubicada en el condado de Coffee en el estado estadounidense de Alabama. En el censo de 2000, su población era de 4185. 

## Demografía
En el 2000 la renta per cápita promedia del hogar era de $ 24.021$ , y el ingreso promedio para una familia era de 29.563$. El ingreso per cápita para la localidad era de 15.382$. Los hombres tenían un ingreso per cápita de 25.756$ contra 21.052$ para las mujeres.

## Geografía
Elba está situado en 31°25′2″N 86°4′39″O / 31.41722, -86.07750 (31.417263, -86.077442).
Según la Oficina del Censo de los EE. UU., la ciudad tiene un área total de 15.46 millas cuadradas (40.03 km ²).